# Gammtratten
Gammtrattens naturreservat ligger i Örnsköldsviks kommun, Anundsjö socken. Det ligger 6 km sydväst om Remmarn och omfattar 734 hektar.

## Allmänt
Naturskogen i Gammtrattens reservat ligger i för området höga 420 - 578 meter över havet, med bergen Siberget i väster, Gammtratten i mitten och Lilltratten i öster. Topplatån är på sina håll björkdominerad och ger en känsla av fjällbjörkskog. 
I det stora och varierade reservatet återfinns många av urskogens kvaliteter, vad gäller skogstyper såväl fuktig gammal granskog, grov tallskog som lövbestånd. Här finns en stor mängd död ved både stående döda träd, så kallade torrakor, men också liggande död ved.
Syftet med reservatet är att bevara biologisk mångfald och en värdefull naturmiljö, närmare bestämt ett stort och varierat urskogsliknande område med barrskog. Vissa talldominerade partier planeras för naturvårdsbränning för att bevara en brandpräglad skogsmiljö.
Området är av Regeringen antaget som Natura 2000-område enligt habitatdirektivet och som skyddsområde enligt fågeldirektivet. De naturtyper som bidragit till att göra Gammtratten till Natura 2000-område är dystrofa sjöar och småvatten, skogbevuxna myrar, västlig taiga och ”öppna svagt välvda mossar, fattiga och intermediära kärr och gungflyn”. När det gäller den västliga taigan är det frågan om undergrupperna gamla grandominerade skogar, gamla barrblandskogar och gamla talldominerade skogar.

## Berggrunden
Terrängen i reservatet är starkt kuperad. Berggrunden är en mosaik av urgraniter och revsundsgranit omgivet av sedimentgnejser med pegmatitgångar. Reservatet ligger mellan två isälvsstråk och består mestadels av normalblockig sandmorän med inslag av hällmark på topparna och myrmark i svackorna.

## Skogen
Hällmarken på Sibergets och Gammtrattens toppar är beväxta med tall. På mindre områden dominerar björk och ger en karaktär av fjällbjörkskog. Den magra höjdlägesskogen har bara små inslag av urskog, men visar ändå tydliga tecken på skoglig kontinuitet. Utmed bergens sluttningar finns gammal granskog och brandpräglade tallbestånd med mycket död ved. Marken norr om bergstopparna är fuktig med myrstråk och översilad mark. Det finns inga spår av dikning i området. 
Det finns en tjärn, Trattbergstjärnen, och några bäckar i reservatet. Gran dominerar trädskiktet med inslag av tall, björk, asp, en och sälg. Granen är naturligt föryngrad, med en medelålder av 130 år. Brandspår och äldre stubbar från dimensionsavverkningar finns över stora delar av området, även på de östliga myrarna.

## Djurliv
Lodjuret (Lynx lynx) har ett hemområde som är flera kvadratmil stort. Det kräver viltrika marker, där födan utgörs av allt från gnagare till större djur som rådjur och ren. Lodjuret förekommer i stor utsträckning i kuperade och ostörda marker där det finner skydd. Att ge lodjuret ett skyddat område var ett av motiven för att avsätta naturreservatet i Gammtratten med en så pass stor yta.
Fågellivet har ett inslag av urskogsarter såsom lavskrika tjäder, järpe, tretåig hackspett och spillkråka. Björn besöker regelbundet reservatet.
I den centrala delen av områdets södra kant finns ett parti med hög bonitet, gammal fuktig granskog och god tillgång på granlågor. Här finns den hotade större barkplattbaggen (Pytho kolwensis). Artens förekomst här är känd sedan 1983. Här finns också den mindre barkplattbaggen.

## Växter
I syd- och västlägen och på väl översilade platser under 450 meter är skogen delvis högproduktiv. De sluttande myrarna med omgivande äldre naturskog på östra Gammtratten har ett högt innehåll av torrakor och lågor i alla nedbrytningsstadier. Det så kallade Trattstupet på Gammtrattens sydvästra sida är mäktigt. Nedanför detta finns tallar upp till 70 centimeter i diameter.
I sydbranten växer bland annat träjon, getrams, rockentrav och liten fetknopp. Aspar trivs i detta område.
Den skogliga kontinuiteten i området har gett flera naturskogsarter ett gott fäste. Rödlistade arter som de vedlevande svamparna lappticka (Amylocystis lapponica), gränsticka (Phellinus nigrolimitatus) och rynkskinn (Phlebia centrifuga) är vanligt förekommande över hela området.
Lunglav (Lobaria pulmonaria) finns också rikligt och här har även noterats rariteter, till exempel mörk rödprick (Arthonia incarnata), stiftgelélav (Collema furfuraceum) och den sällsynta vedsvampen urskogsporing (Antrodia infirma).

## Miljöövervakningsstation
Inom och strax söder om området utförs en långsiktigt och tvärvetenskaplig miljöövervakning. Integrated Monitoring, IM, görs i små avrinningsområden på initiativ av Naturvårdsverket. IM-programmet går ut på att mäta långtransporterade luftföroreningar och många länder samarbetar för att följa effekterna på mark, vatten och vegetation. Projektet samordnas vid Institutionen för miljöanalys, SLU Uppsala.

## Bilder

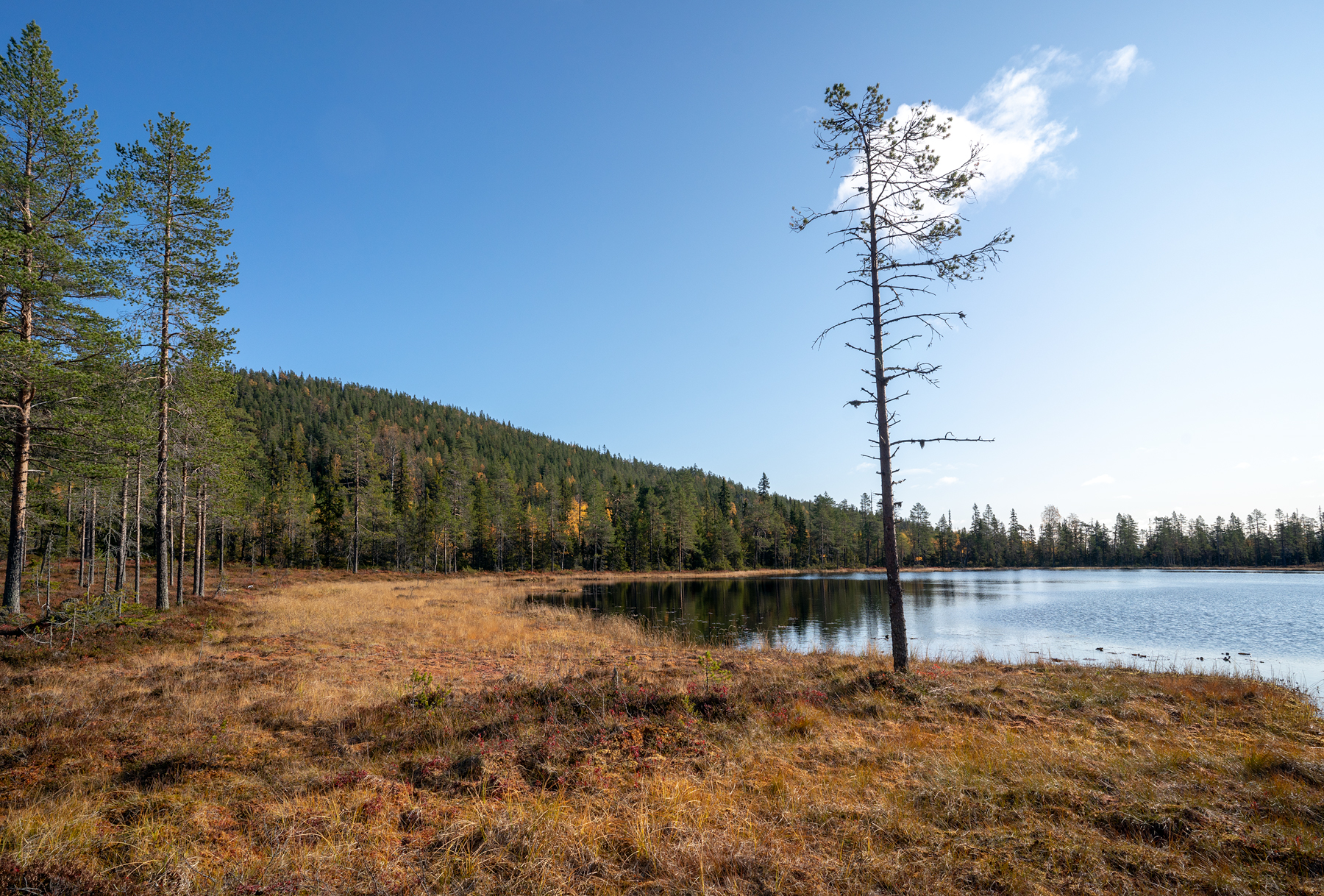
Trattbergstjärnen. I bakgrunden berget Lilltratten.
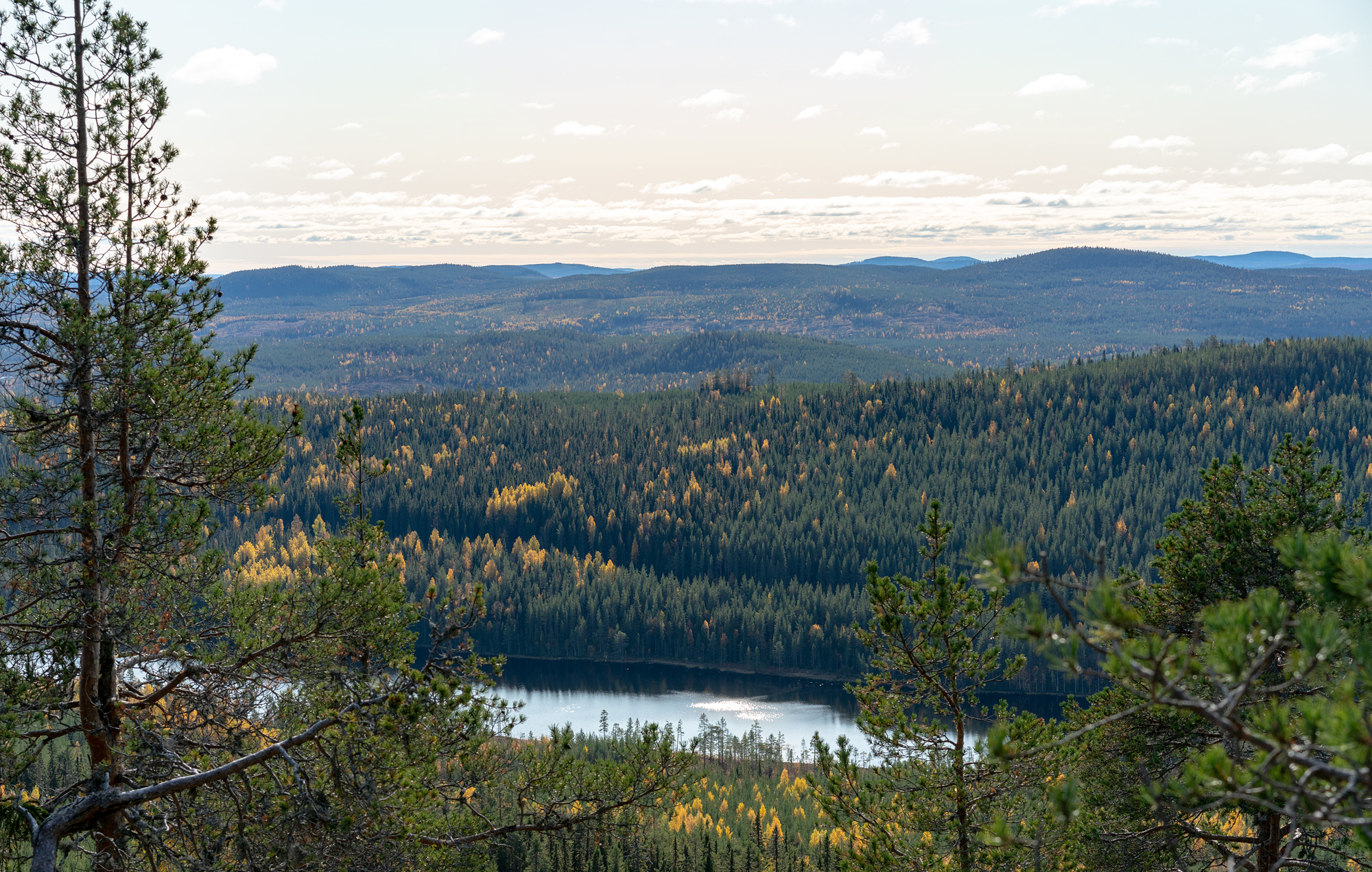
Utsikt mot Trattbergssjön.
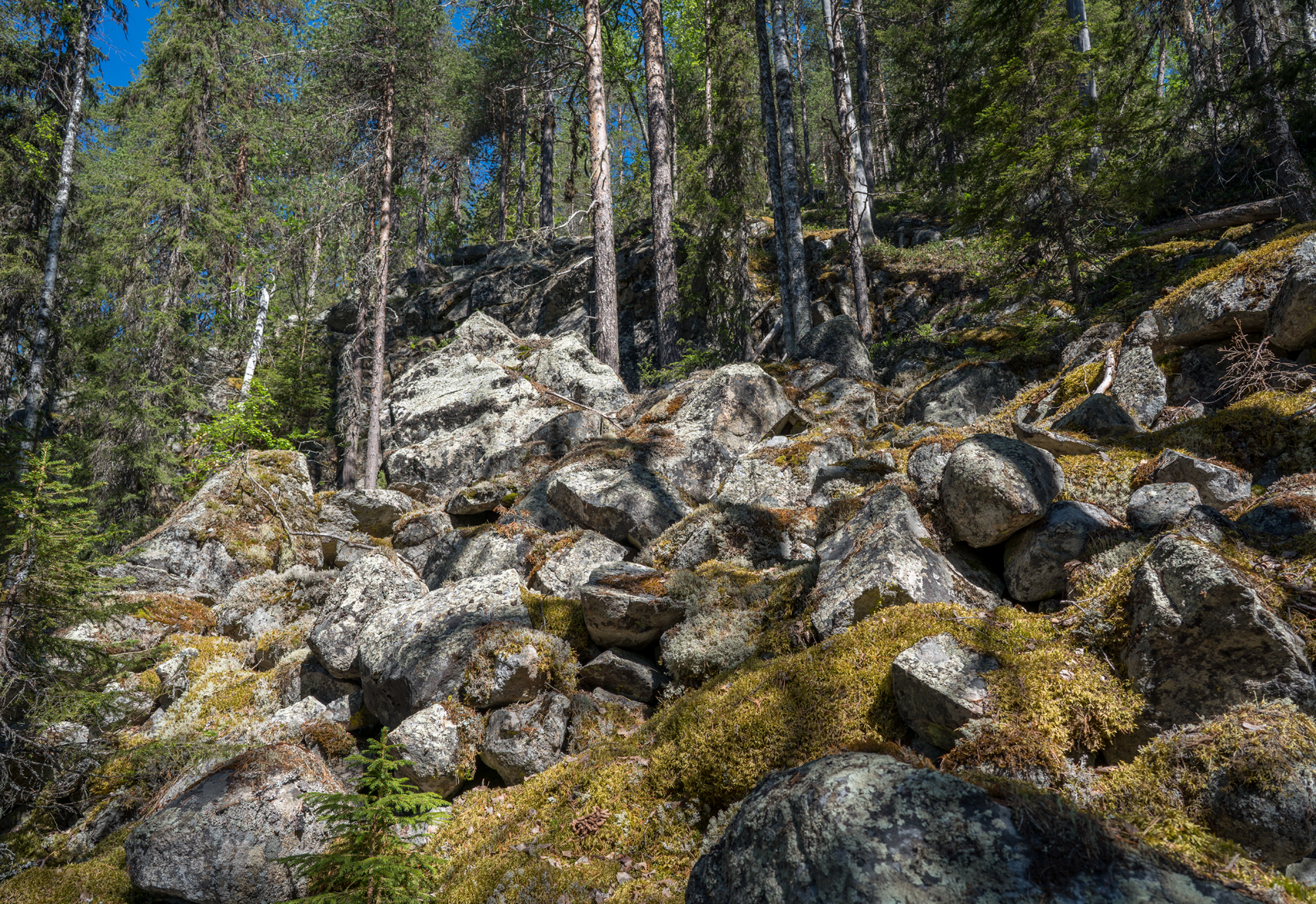
Södra sidan av Gammtratten kan vara mycket brant och svårframkomlig.
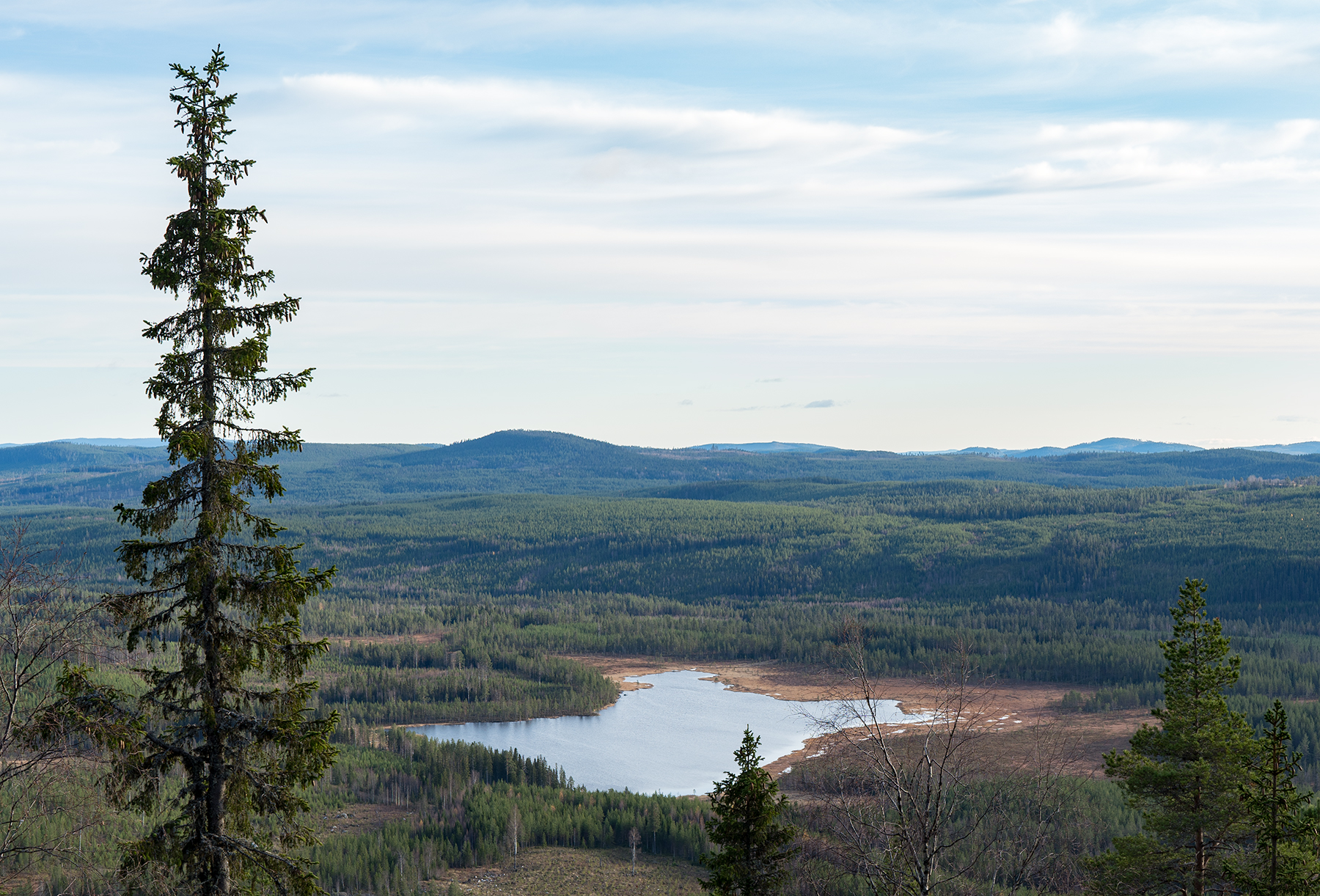
Utsikt mot Skiljesjön från Siberget.

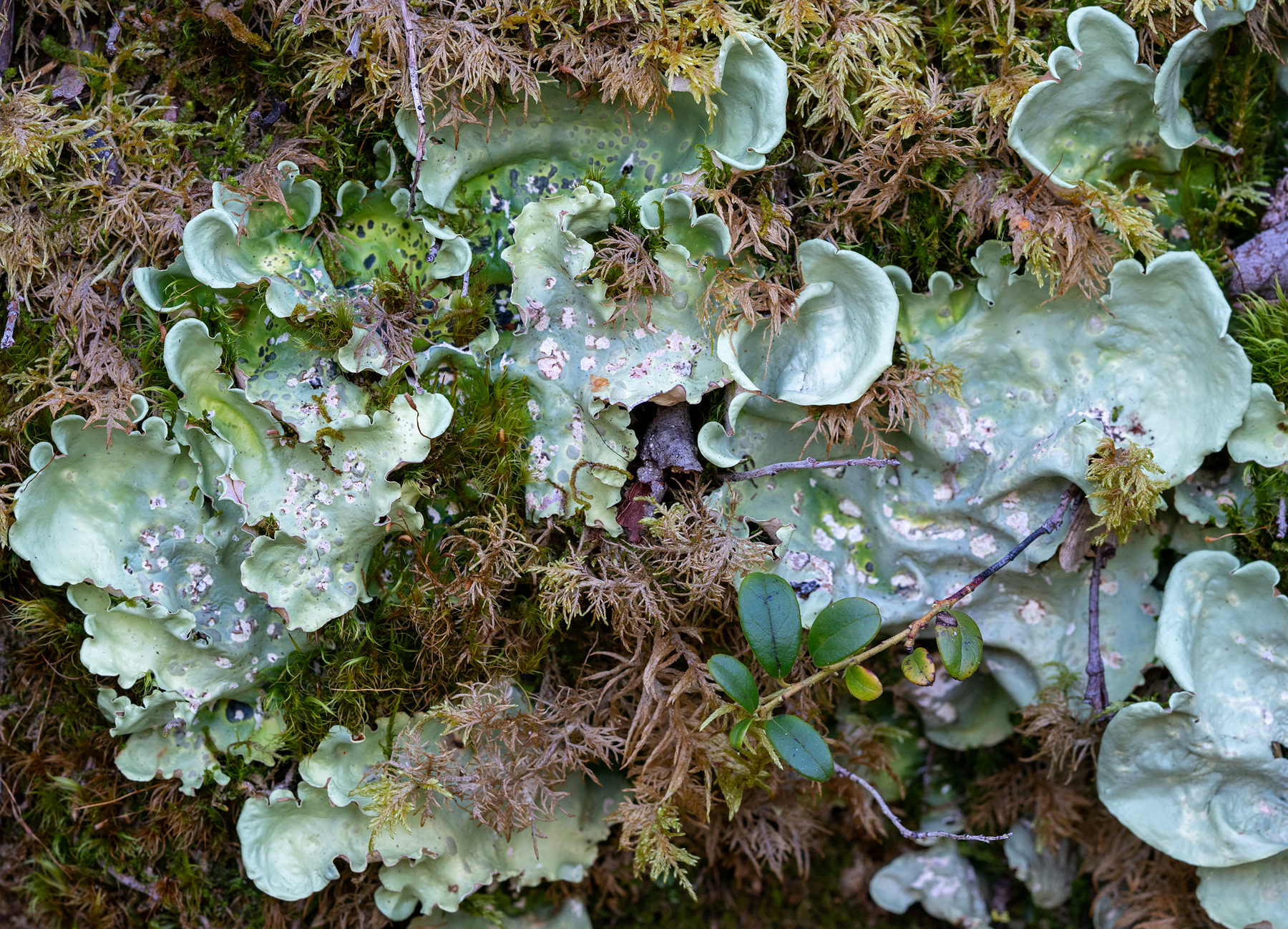
Norrlandslav. Det finns gott om olika lavar i reservatet.
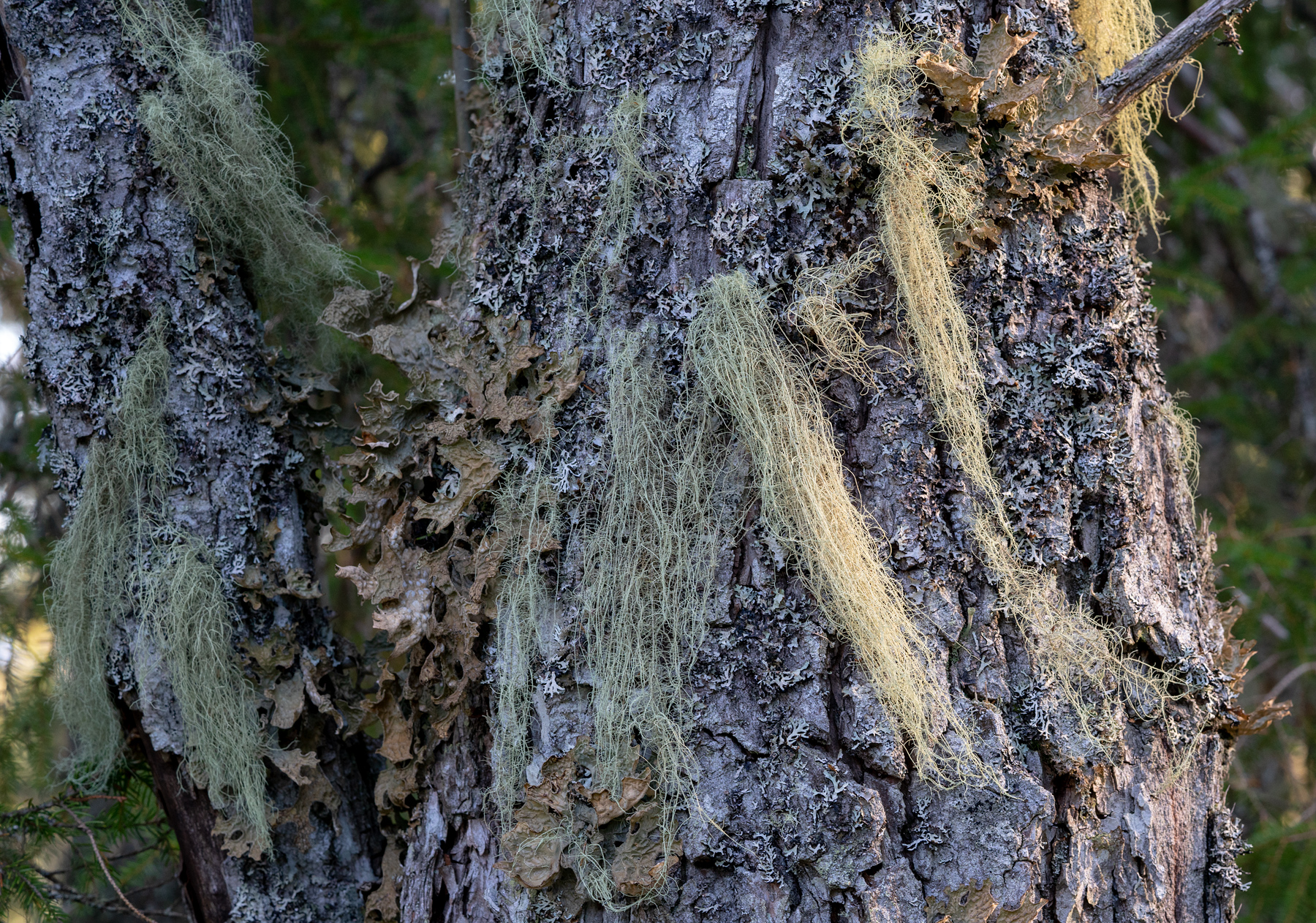
Skägglav och lunglav.
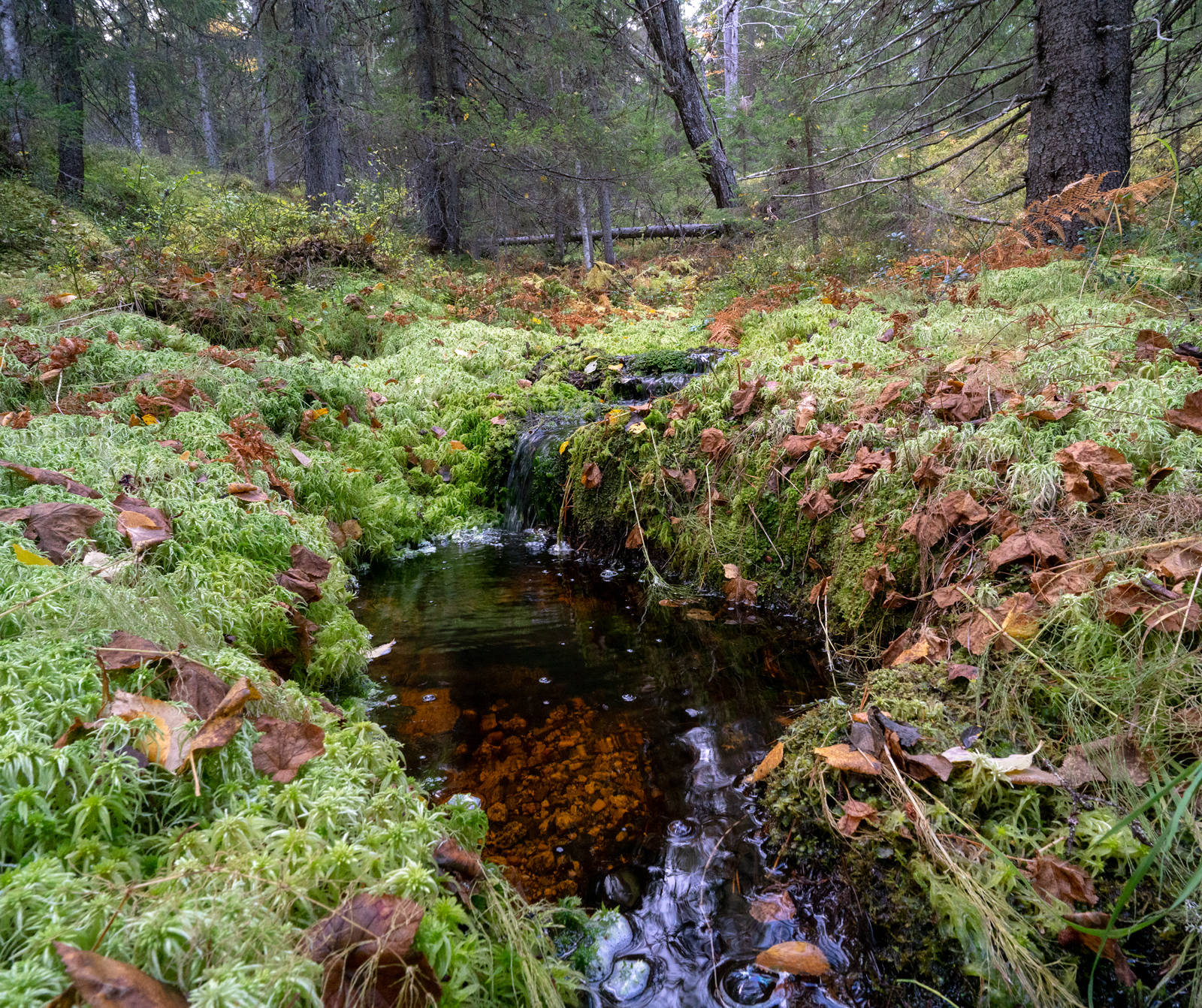
Skogsbäck.
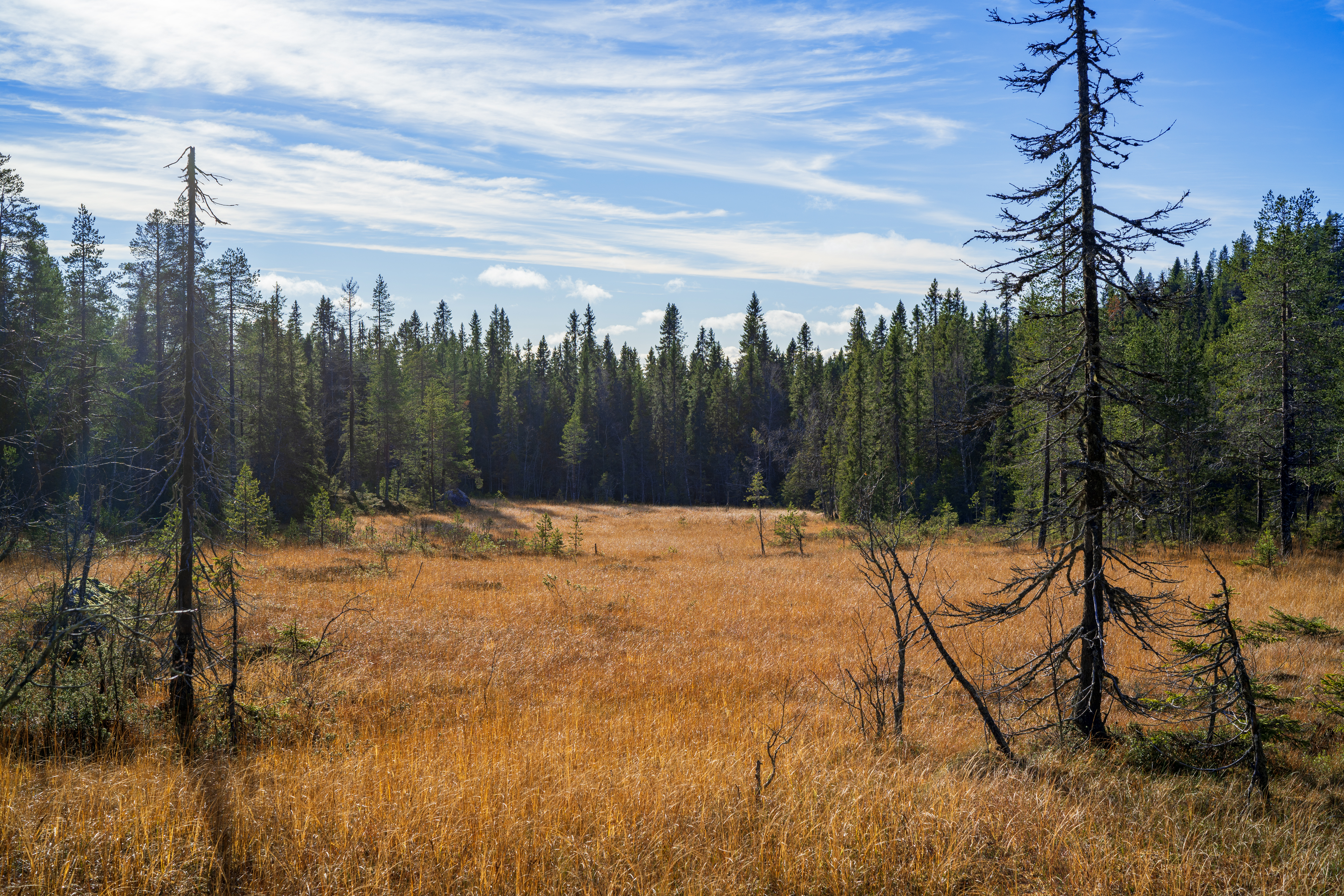
Liten sluttande myr.